# Hồ Vĩ
Hồ Vĩ (tiếng Trung: 胡炜; tháng 8 năm 1920 – 20 tháng 6 năm 2018) là một nhà cách mạng Cộng sản và Thiếu tướng của Quân Giải phóng Nhân dân Trung Quốc (PLA). Ông đã chiến đấu trong cuộc chiến tranh Trung – Nhật lần thứ hai, nội chiến Trung Quốc và chiến tranh Triều Tiên, và là Sư đoàn trưởng Sư đoàn 61 của PLA trong Trận đảo Đăng Bộ (1949). Sau đó, ông giữ chức vụ Quân đoàn trưởng Quân đoàn 21, Phó Tư lệnh Quân khu Lan Châu, Phó Chủ nhiệm Ủy ban Cách mạng tỉnh Thiểm Tây, Chủ nhiệm Văn phòng Quân ủy Trung ương, và Phó Tổng Tham mưu trưởng của Quân Giải phóng Nhân dân Trung Quốc.

## Tiểu sử
Hồ Vĩ tên thật là Hồ Thủ Đức sinh ra ở hương Dư Điếm, huyện Tân Thái, tỉnh Hà Nam vào tháng 8 năm 1920. Vào thập niên 1930, ông tham gia vào các cuộc biểu tình sinh viên chống lại sự xâm lược của Nhật Bản tại Trung Quốc. Khi Chiến tranh Trung –Nhật lần thứ hai nổ ra, ông gia nhập các lực lượng kháng chiến Cộng sản ở miền nam Hà Nam và sau đó là Tân Tứ quân. Ông đã chiến đấu trong nhiều trận chiến chống lại cả lực lượng Nhật Bản và Quốc dân Đảng (KMT) và tăng lên đến chức vụ chính ủy trung đoàn.
Trong cuộc nội chiến Trung Quốc, ông giữ chức vụ Chủ nhiệm Chính trị Lữ đoàn 4, Tung đội 2 của Quân Dã chiến Hoa Đông, và đã chiến đấu trong các trận đánh Túc Bắc (宿北), Ninh Tượng (宁象), Mạnh Lương Cố, Lâm Cù (临朐), và Hoài Hải. Năm 1949, ông được bổ nhiệm làm Sư đoàn trưởng Sư đoàn 61, Quân đoàn 21 của PLA khi tuổi đời mới 29, trở thành chỉ huy trẻ nhất của sư đoàn.
Đầu tháng 11 năm 1949, Hồ Vĩ đã ra lệnh cho Sư đoàn 61 trong Trận đảo Đăng Bộ, trong nỗ lực chiếm lấy hòn đảo của Quần đảo Chu San từ các lực lượng Quốc dân Đảng. Sau hai ngày và ba đêm chiến đấu dữ dội, Hồ Vĩ rút lui mà không đạt được mục tiêu của mình. Theo Quốc dân Đảng, các lực lượng Cộng sản PLA đã phải chịu 3.700 thương vong và 1.500 binh sĩ đã bị bắt, trong khi đó 1919 binh sĩ Quốc dân Đảng bị giết và nhiều hơn 900 người bị thương. Trận chiến này, cùng với Trận Cổ Ninh Đầu, được kỷ niệm tại Đài Loan như một chiến thắng lớn giúp cho việc giải cứu nó khỏi sự chiếm đóng của Cộng sản. Theo PLA, Hồ Vĩ đã rút lui vì thiếu quân tiếp viện và các lực lượng của ông bị giết, bị thương, hoặc bắt giữ được 3.396 binh lính Quốc dân Đảng.
Năm 1953, Hồ Vĩ đã chiến đấu trong chiến tranh Triều Tiên với tư cách là Tham mưu trưởng Quân đoàn 21 của Chí nguyện quân Nhân dân. Sau khi quay về Trung Quốc, ông liên tục phục vụ với tư cách là Phó Quân đoàn trưởng, Chính ủy Quân đoàn, và Quân đoàn trưởng của Quân đoàn 21. Năm 1961, ông được thăng quân hàm Thiếu tướng.
Trong cuộc Cách mạng Văn hóa, ông được thăng chức làm Phó Tư lệnh Quân khu Lan Châu năm 1969 trong khi đồng thời phục vụ như là Quân đoàn trưởng Quân đoàn 21. Ông cũng giữ chức vụ Phó Chủ nhiệm Ủy ban Cách mạng tỉnh Thiểm Tây cũng như Bí thư Tỉnh ủy của tỉnh.
Tháng 12 năm 1974, Hồ Vĩ được bổ nhiệm làm Chủ nhiệm Văn phòng Quân ủy Trung ương kiêm Phó Tổng Tham mưu trưởng Quân Giải phóng Nhân dân Trung Quốc. Ông cũng là Ủy viên dự khuyết của Ủy ban Trung ương Đảng Cộng sản Trung Quốc các khóa 9 (1969 – 1973) và 10 (1973 – 1977). Ông nghỉ hưu năm 1984.
Hồ Vĩ qua đời vào ngày 20 tháng 6 năm 2018 tại Bắc Kinh, ở tuổi 97.